# Elias James Corey
Elias James Corey, född 12 juli 1928 i Methuen, Massachusetts, är en amerikansk kemist. Coray tilldelades 1990 Nobelpriset i kemi med motiveringen "för hans utveckling av den organiska syntesens teori och metodik".
Corey har utvecklat teorier och metoder som gjort det möjligt att framställa ett stort antal biologiskt aktiva, komplicerade ämnen genom att utgå från strukturen på den önskade molekylen och systematiskt bygga upp den bit för bit utgående från kända komponenter.
Corey tilldelades 1986 Wolfpriset i kemi tillsammans med Albert Eschenmoser.